# Munronia pinnata
Munronia pinnata är en tvåhjärtbladig växtart som först beskrevs av Nathaniel Wallich, och fick sitt nu gällande namn av Hermann August Theodor Harms. Munronia pinnata ingår i släktet Munronia och familjen Meliaceae. Inga underarter finns listade i Catalogue of Life.